# Labadee

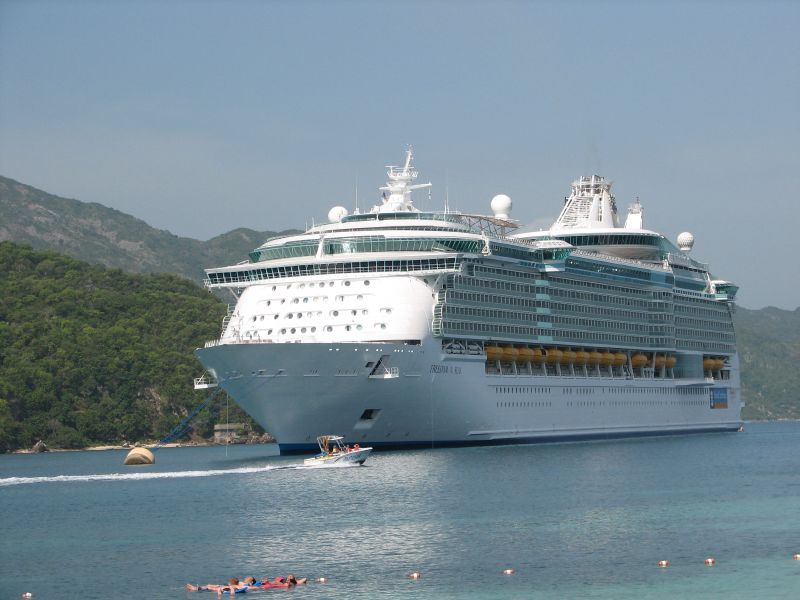
Ett kryssningsfartyg har ankrat vid Labadee.

Labadee är en turistort på norra Haiti som är uppkallad efter markis La Badie, en fransman som bosatte sig här på 1600-talet. Platsen kallas också Labadie men har ändrats till Labadee för att det ska bli lättare för engelsktalande att uttala. Orten tillhör kommunen Cap-Haïtien.
Orten är en av destinationerna för några av Royal Caribbean Internationals kryssningsfartyg. Royal Caribbean har leasat den udde där Labadee ligger till 2050.
2009 investerade Royal Caribbean 55 miljoner dollar på destinationen så att bland annat deras största fartyg M/S Oasis of the Seas och hennes systerfartyg M/S Allure of the Seas skulle kunna lägga till.